# Латгалія
56°31′21″ пн. ш. 27°01′57″ сх. д. / 56.5225° пн. ш. 27.0324° сх. д.
Латга́лія (латис. Latgale; нім. Lettgallen; «земля латгалів») — історичний регіон у Латвії. Розташований на сході країни.
На відміну від решти Латвії, де домінуючою конфесією є лютеранство, в Латгалії домінує Римо-католицька церква. Латгалія відокремлена від Селії річкою Даугава, а від Відземе ― річками Айвієксте та Педедзе. На сході Латгалія межує з Російською Федерацією, а на південному сході ― з Республікою Білорусь. Загальна площа Латгалії ― 14 547 км2, що становить 22,52% території Латвії.
Латгалія характеризується широким розмаїттям природно-кліматичних умов, що відрізняє її від інших регіонів Латвії. Клімат тут виразно континентальний, зими суворіші, а сніговий покрив товстіший.

## Назва
- Латгале (латис. Latgale)
- Латгалія, Леттгалія (нім. Lettgallen)

## Історія

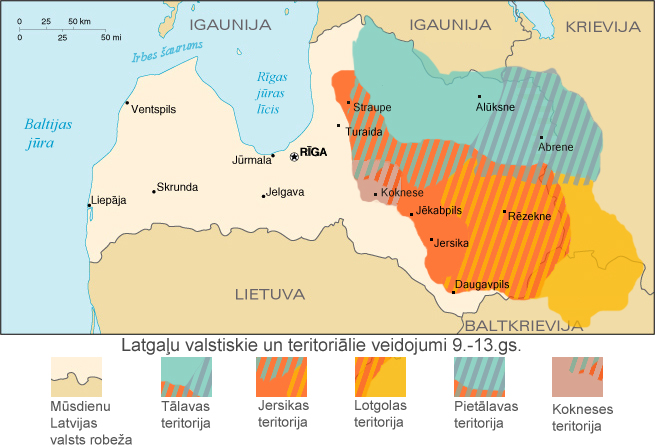
Державно-територіальні утворення Латгалії у 9-13 століттях за різними історичними картами

У 12-13 століттях область латгалів залежала від Полоцького князівства, в 13 ст. завойована німецькими хрестоносцями і ввійшла до складу Лівонії. З початком Лівонської війни була окупована московськими військами, а після їх вигнання приєднана до Речі Посполитої. В 1772 році в результаті Першого поділу Речі Посполитої приєднана до Російської імперії. З 1920 року — частина незалежної Латвії.
19 квітня 2023 року президент Латвії Егілс Левітс, враховуючи думку Державної комісії з геральдики, затвердив офіційний прапор Латгалії.

## Населення
Латгальці та латиші складають 46 %, росіяни ― 38 %. Також у регіоні проживає досить багато поляків (6,8 %) і білорусів (4,9 %).